# Chiara Appendino
Chiara Appendino (Moncalieri, 12 de junio de 1984) es una política italiana y alcaldesa de Turín (2016-2021). Miembro del Movimiento Cinco Estrellas, fue elegida al cargo el 20 de junio de 2016.

## Biografía
Appendino nació en Moncalieri el 12 de junio de 1984. Asistió a la escuela primaria Vincenzo Gioberti Torino y se graduó en la Universidad Bocconi de Milán con una licenciatura en Economía y Gestión Internacionales, con especialización en economía y finanzas.
De septiembre de 2007 a enero de 2010 trabajó como controladora del equipo de fútbol Juventus; desde el 1 de enero de 2010 ha trabajado en administración, finanzas y control en el negocio de su esposo. Está casada desde 2010 con el empresario de Turín Marco Lavatelli, con quien tiene una hija, Sara, que nació el 19 de enero de 2016 en el hospital mauriciano de Turín.

## Trayectoria política
La primera participación política de Appendino fue en el partido Izquierda Ecología Libertad. En 2012 se unió al naciente Movimiento Cinco Estrellas. En las elecciones locales de Turín de 2011, Appendino fue elegido concejal del Movimiento 5 Estrellas, con 623 preferencias.
El 8 de noviembre de 2015 Appendino anunció oficialmente su candidatura a la alcaldía de Turín en las elecciones locales de 2016. En la primera vuelta recibió el 30,92% de los votos en la boleta. El 19 de junio de 2016 fue elegida oficialmente alcaldesa de Turín, obteniendo el 54,56% de los votos en la segunda vuelta, derrotando al alcalde en ejercicio Piero Fassino.
En octubre de 2017, la Fiscalía de Turín inició una investigación sobre Appendino por cargos de falsedad en un documento público en relación con el presupuesto de la Ciudad para 2016.  En noviembre de 2017 se inició otra investigación, por la falta de seguridad durante los incidentes en la Piazza San Carlo donde, el 3 de junio de 2017, una persona murió y más de 1.500 resultaron heridas en una estampida durante el partido final de la Liga de Campeones entre la Juventus y el Real Madrid. Una de las personas heridas se volvió tetrapléjica y finalmente murió el 25 de enero de 2019.
En junio de 2019, se inició una tercera investigación basada en peculaciones. Fue declarada culpable de falsedad el 21 de septiembre de 2020 y recibió una sentencia suspendida de seis meses. A pesar de esto, no renunció según lo prescrito por el código de ética del Movimiento Cinco Estrellas, sino que se auto-suspendió de su partido. El 27 de enero de 2021 fue condenada a 18 meses de cárcel por sus responsabilidades durante la estampida en Piazza San Carlo.